# Jane Lapotaire
Pour les articles homonymes, voir Lapotaire.
Jane Lapotaire est une actrice britannique née le 26 décembre 1944 à Ipswich en Angleterre.

## Filmographie

### Cinéma
- 1970 : Le Mannequin défiguré : Lillianne
- 1970 : Performance : Mme Farrell
- 1972 : Antoine et Cléopâtre : Charmian
- 1972 : L'Esprit de la mort (The Asphyx) : Christina Cunningham
- 1975 : Objectif Lotus : Mlle Prescott
- 1983 : Eureka : Helen McCann
- 1986 : Lady Jane : Princesse Marie
- 1996 : Surviving Picasso : Olga Picasso
- 1997 : Shooting Fish : la directrice de Dylan
- 2000 : Jimmy Grimble : Alice Brewer
- 2015 : RSC Live: Henry V : la Reine Isabelle
- 2016 : The Young Messiah : Sarah âgée
- 2020 : Rebecca : la grand-mère

### Télévision
- 1968 : Sherlock Holmes : Annie Harrison (1 épisode)
- 1971 : Jason King : la domestique française (1 épisode)
- 1972 : Owen, M.D. : Jennie Hopkins (2 épisodes)
- 1972 : Armchair Theatre : Jean (1 épisode)
- 1972 : The Edwardians (en) : Alice Hoatson (1 épisode)
- 1972-1976 : Play for Today : Magdalena, Kim et Alice Stocker (3 épisodes)
- 1973 : Van der Valk : Elly (1 épisode)
- 1973 : Crown Court : Juliet Tomlin (3 épisodes)
- 1973 : Oranges and Lemons : Anne Sewell (1 épisode)
- 1975 : Edward the Seventh : l'impératrice douairière Dagmar de Danemark (6 épisodes)
- 1977 : Marie Curie : Marie Curie (5 épisodes)
- 1978 : Wings : Anne Boissier (1 épisode)
- 1978 : La Couronne du diable : Aliénor d'Aquitaine (11 épisodes)
- 1981 : The Search for Alexander the Great : Olympias (4 épisodes)
- 1982 : The Barretts of Wimpole Street : Elisabeth Moulton-Barrett
- 1983 : Macbeth : Lady Macbeth
- 1984 : Piaf : Édith Piaf
- 1986 : Seal Morning : Miriam Spencer (6 épisodes)
- 1987 : Napoléon et Joséphine : Letizia Bonaparte (3 épisodes)
- 1988 : Blind Justice : Katherine Hughes (4 épisodes)
- 1989 : The Dark Angel : Madame de la Rougierre (3 épisodes)
- 1990 : Les Cadavres exquis de Patricia Highsmith : Betsey McCullough (1 épisode)
- 1992 : The Big Battalions : Martha Hoyland (5 épisodes)
- 1992-1993 : Love Hurts : Diane Warburg (20 épisodes)
- 1995 : Johnny and the Dead : Mme Sylvia Liberty (4 épisodes)
- 1996 : Inspecteur Wexford : Anouk Khoori (3 épisodes)
- 1996-2009 : Casualty : Maureen et Eileen Jarvis (3 épisodes)
- 1997 : McCallum : Miriam Konrad (1 épisode)
- 1997 : Ain't Misbehavin' : Clara van Trapp (3 épisodes)
- 2000 : Les Mille et Une Nuits : Miriam (2 épisodes)
- 2001 : Inspecteur Barnaby : Mary Mohan (1 épisode)
- 2005 : Meurtres à l'anglaise : Fiona Deakin-Jones (1 épisode)
- 2006 : Eleventh Hour : Gepetto (1 épisode)
- 2009 : Scotland Yard, crimes sur la Tamise : Tess (1 épisode)
- 2014 : Downton Abbey : Princesse Irina (1 épisode)
- 2019 : The Crown : Alice de Battenberg (2 épisodes)